# Mariposas (canción de Shakira)
Mariposas es una canción de Shakira incluida en el álbum Sale el sol lanzado en 2010. En la canción Gustavo Cerati colabora con la guitarra al igual que en canciones anteriores como Día especial, entre otras.

## Letra y características de la canción
Los críticos la llamaron una canción agradable, tierna e incluso infantil.[cita requerida] La letra la escribieron Shakira y Albert Méndez. Shakira afirmó que la letra la escribió expresándose en el amor perseverante y demostraba que lo más bello del mundo es el amor.[cita requerida]

## Ritmos y música
Los productores fueron los mismos que los escritores, pero esta canción tiene un colaborador muy amigo de la cantante colombiana, Gustavo Cerati, cantante argentino que falleció en 2014.
El ritmo de la canción comienza con una batería y luego una guitarra acústica, sigue con la de rock. Aunque parezca rock también es pop y deja el sonido latino de las canciones del álbum como Gordita, Loca, Addicted To You y Rabiosa.
- Datos: Q6436078